# 刘彦平
刘彦平（1955年8月—），男，汉族，河北丰南人。中国政法大学法律专业毕业，1974年4月参加工作，1979年12月加入中国共产党。武警少将警衔。
曾担任中华人民共和国公安部副部长、中华人民共和国国家安全部纪委书记、中央纪委驻国家安全部纪检组组长、中央纪委国家监委驻国家安全部纪检监察组组长等职务。

## 生平

### 早年
刘彦平是河北省唐山市丰南区黄各庄镇北杨家泊村人。1973年，他从北京汇文中学毕业。1973年，他作为知青到通县插队。1976年，刘彦平进入北京警察学院学习。

### 公安系统
自北京警察学院毕业后，刘彦平被分配到北京市公安局警卫处，先后任干事、副科长、科长、副处长、处长，后升为北京市公安局副局长。后调任公安部警卫局工作，先后担任副局长、政委；2009年升任局长。任期期间，刘彦平在中国政法大学法律专业学习。
2011年8月，任公安部部长助理、党委委员，武警少将警衔。此前由于郑少东被双规、陈智敏升职，公安部部长助理已空缺两年，刘彦平与同时获任的李伟填补了两个缺额。2013年6月，任公安部副部长。2015年5月，不再担任公安部副部长职务。

### 国安任职
2015年10月，任国家安全部纪委书记，退出现役、转为国家安全机关人民警察编制，改授副总警监警衔。
2018年1月，当选第十三届全国政协委员。2018年10月、2019年4月和2019年9月，先后任第十九届中央第二、三、四轮巡视第十四巡视组组长。

### 落马被查
2022年3月12日上午9时， 中央纪委国家监委网站发布消息称：“中央纪委国家监委驻国家安全部纪检监察组原组长刘彦平涉嫌严重违纪违法，目前正接受中央纪委国家监委纪律审查和监察调查。”同日，国家安全部党委召开会议，坚决拥护党中央决定。当月29日，被撤销政协第十三届全国委员会委员资格。同年9月1日，中央纪委国家监委宣布开除刘彦平公职及党籍，对刘彦平严重违纪违法问题进行立案审查调查。通报声称刘彦平“参加孙力军政治团伙”。同月28日，刘彦平涉嫌受贿一案，由国家监察委员会调查终结，经最高人民检察院指定，由吉林省长春市人民检察院审查起诉，长春市人民检察院已向长春市中级人民法院提起公诉。11月17日，吉林省长春市中级人民法院一审公开开庭审理了刘彦平受贿一案。检方指控，2001年至2022年，被告人刘彦平利用职务便利，为有关单位和个人提供帮助，非法收受他人给予的财物，共计折合人民币2.34亿余元。刘彦平当庭表示认罪、悔罪。
2023年1月10日，吉林省长春市中级人民法院以受贿罪判处刘彦平死刑，缓期二年执行，剥夺政治权利终身，并处没收个人全部财产，在其死刑缓期执行二年期满依法减为无期徒刑后，终身监禁，不得减刑、假释。

## 人物事件

### 赴美活动
据《华尔街日报》2017年10月23日报道，2017年5月24日，在郭文贵的同意之下，时任中央纪委驻国家安全部纪检组组长刘彦平一行4人持过境签证登门造访郭文贵位于纽约第五大道荷兰雪梨酒店18楼的寓所。在超过一个小时的会谈中，刘彦平等中国官员敦促郭文贵回国，政府然后将会解冻郭文贵的资产，并放过郭文贵的亲戚们一马。由于刘彦平等人的签证并不容许他们从事官方事务，因此引起联邦调查局（FBI）的关注。当天下午下班晚高峰时间5点左右，FBI人员在纽约宾州火车站当场向刘彦平等4人查问。起初，刘彦平等人宣称他们是文化事务的外交官员，之后他们承认是国安人员。FBI人员指示他们要离开美国，宣称他们有违签证性质，并要求他们不要再与郭文贵接触。
刘彦平等之后等上火车返回华盛顿，FBI以为他们将会在24小时内离开美国。但两天之后，即5月26日，刘彦平等人在当天傍晚飞返中国之前，再次回到郭文贵的寓所。在华盛顿，为了是否逮捕刘彦平等人一事，白宫官员与美国国务院、美国国防部以及美国情报机关等有关官员召开一次电话会议。美国国务院官员担心事件将导致在中国的美国官员受到报复，对采取行动表示有所保留。会议期间有人提出另一建议：再次检查这班中国官员，目的是使他们赶不上飞机，以便进一步的扣留。但美国官员们始终没有达成共识，FBI人员于是只能扣下刘彦平等人的手机，然后才准其登上飞机，回到中国。